# Rzędziany
Rzędziany (dawniej Żędziany) – wieś w Polsce położona w województwie podlaskim, w powiecie białostockim, w gminie Tykocin.
W latach 1975–1998 miejscowość administracyjnie należała do województwa białostockiego.
Historycznie Rzędziany jako polska wieś szlachecka należą do Mazowsza, a w ramach niego do ziemi łomżyńskiej.
Rzędziany położone są na lewym brzegu rzeki Narwi – naturalnej granicy pomiędzy polskim i szlacheckim Mazowszem a stanowiącym część Wielkiego Księstwa Litewskiego Podlasiem – krainą zróżnicowaną religijnie i kulturowo.
W Słowniku Geograficznym Królestwa Polskiego z 1880 roku wieś Rzędziany nie występuje jako odrębne hasło, ale w opisie Stelmachowa jest następujący akapit: „S. (Stelmachowo) gmina, z urzędem gm. (gminnym) w Tykocinie, ma 4710 mk. (mieszkańców), 546 dm. (domów), rozległości 22,329 mr (morg?). Sąd gminny okr. (?) I i st. poczt. (?) w Tykocinie. W skład gminy wchodzi 5 wsi szlach. (szlacheckich): Babino, Bagienki, Hermany, Nieciece i Rzendziany; 2 wsi z ludnością mieszaną: Pajewo i Radule; 11 wsi włośc. (włościańskich): Broniszewo, Jeżewo, Leśniki, Łopuchowo, Popowlany, Sanniki, Sawino, Siekierki, S. (Stelmachowo) i Złotorya. Br. Ch. (Bronisław Chlebowski)"
Dzisiejsze Rzędziany to wieś o typie zabudowy łączącej zarówno cechy dawnej wsi rzędowej, jak i wsi rozproszonej, będącej efektem procesu scalania gruntów w początkach XX wieku – powstania samotnych gospodarstw w pobliżu swoich pól – kolonii wsi Rzędziany.
W pobliskiej miejscowości, Jeżewie Starym – od XV wieku wsi królewskiej, a w XIX w. własności Glogerów, wielokrotnie przebywał m.in. Henryk Sienkiewicz. W dworku Glogerów powstało prawdopodobnie wiele scen „Trylogii” – stąd słynny „spór o gruszę" toczy się w Rzędzianach pomiędzy szlacheckimi rodami Rzędzianów i Jaworskich, a okoliczne wsie i miasteczka są tłem dla dużej części wydarzeń.
W Rzędzianach Henryk Sienkiewicz umieścił dom rodzinny szlachcica Rzędziana – młodego pachołka Jana Skrzetuskiego z Ogniem i mieczem i zamożnego już szlachcica z Potopu. Rzędzian z Potopu mieszka już w Wąsoszy – dzisiejszej wsi, siedzibie gminy o tej samej nazwie, w powiecie grajewskim (ok. 60 km na północny zachód od Tykocina).
W Rzędzianach, na sztucznie usypanej grobli w poprzek doliny Narwi i na jazie, kończy się granica Narwiańskiego Parku Narodowego, zaczynającego się (zgodnie z biegiem Narwi) w Surażu. Poniżej tego miejsca rzeka Narew płynie sztucznym korytem, poziom wody jest utrzymywany przez kolejne jazy, a cała dolina została zmeliorowana. W latach 90. XX wieku podjęto próby renaturalizacji doliny poniżej wsi Rzędziany.
W kolonii wsi Rzędziany znajduje się cmentarz zwierząt, jeden z niewielu w Polsce.
Współcześnie wielu mieszkańców wsi (i kolonii) nosi nazwisko Rzędzian, ale pisownia jest bardzo różna: Rzędzian – Rzendzian – Żędzian – Żendzian.
Wierni kościoła rzymskokatolickiego należą do parafii Matki Bożej Królowej Męczenników w Radulach.
We wsi funkcjonuje Ochotnicza Straż Pożarna. Dysponuje ona średnim samochodem ratowniczo gaśniczym Volvo FL..

## Położenie
Przez wieś przebiega droga:
- droga ekspresowa S8 Kudowa-Zdrój – Wrocław – Warszawa – Białystok – Suwałki – Budzisko

we wsi zlokalizowany jest jeden z węzłów - pod nazwą Rzędziany (na odcinku Stare Jeżewo - Choroszcz)

Na tym odcinku droga ta jest to jednocześnie częścią:
- droga międzynarodowa E67 Helsinki – Kowno – Warszawa – Praga